# Antoni Gorecki

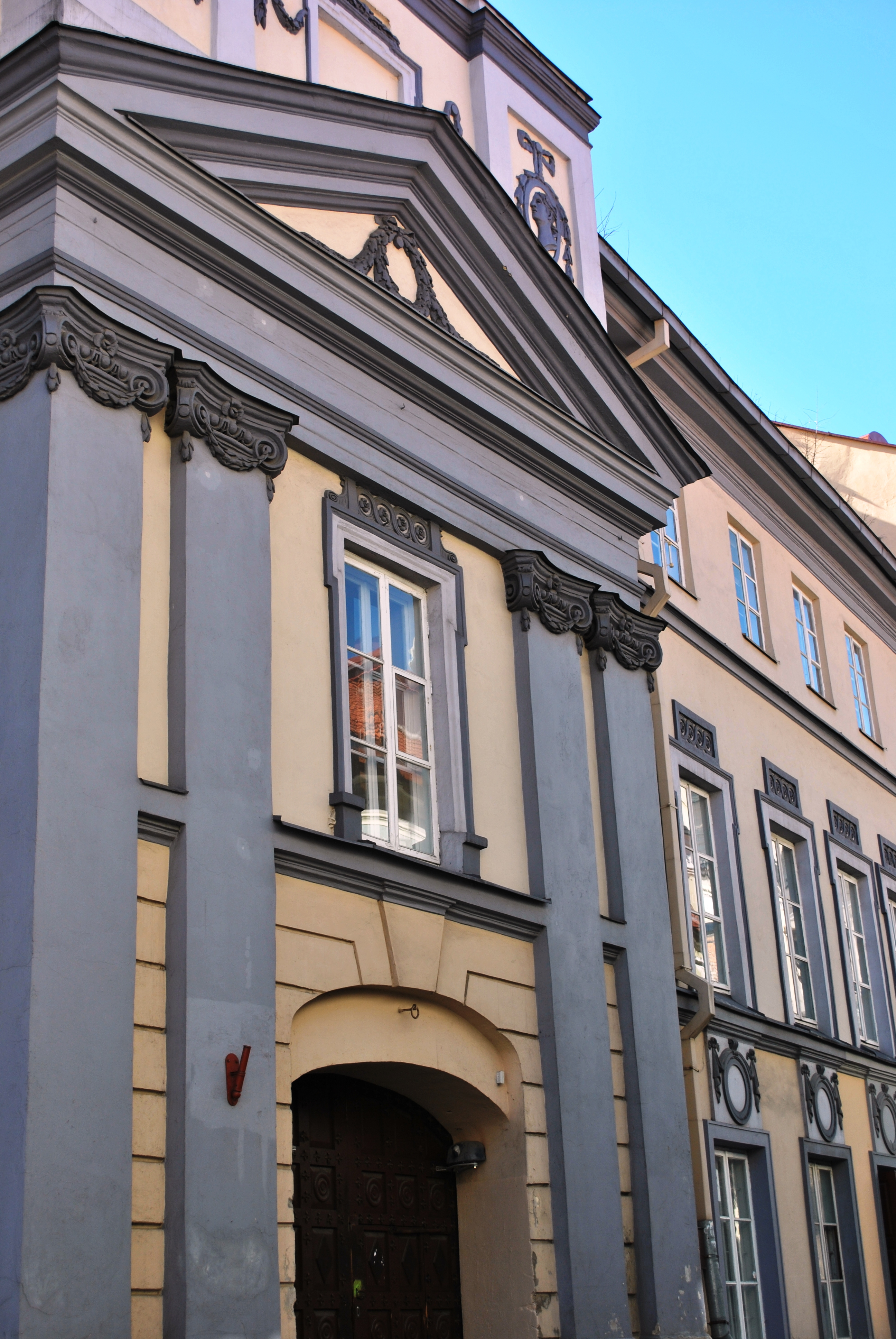
dom Antoniego Goreckiego w Wilnie

Antoni Gorecki herbu Dołęga, pseud. i krypt.: G., Litwanis, Litwin, Wapru, (ur. 1787 w Wilnie, zm. 18 września 1861 w Paryżu) – polski poeta, satyryk i bajkopisarz, powstaniec listopadowy i uczestnik wojen napoleońskich, członek korespondent Towarzystwa Królewskiego Przyjaciół Nauk w Warszawie w 1829 roku.

## Życiorys
Pochodził z rodziny szlacheckiej pieczętującej się herbem Dołęga. Był synem Walentego i Anny z Reuttów. Był absolwentem Szkoły Głównej Wileńskiej. W latach 1803–1806 kształcił się na wydziale literatury Uniwersytetu Wileńskiego. W czasie studiów poznał się i zaprzyjaźnił się z Lelewelem.
Przekradł się do Księstwa Warszawskiego i zaciągnął do polskiego wojska. Od roku 1809 służył w 3. (późniejszym 15.) pułku piechoty Księstwa Warszawskiego. W latach 1809–1812 brał udział w kampaniach napoleońskich. W kampanii roku 1812 służył jako adiutant generała brygady S. Mielżyńskiego, walcząc w bitwach pod: Smoleńskiem, Możajskiem, Tarutino i Berezyną (odznaczony krzyżem kawalerskim Legii Honorowej). W roku 1813 w Krakowie leczył się z odniesionych ran. Wkrótce potem (w stopniu kapitana) wystąpił z wojska i osiadł w rodzinnej wsi podwileńskiej. W latach 1816–1818 wiele podróżował, lecząc się w Czechach, Francji i we Włoszech. Od roku 1817 był członkiem warszawskiego Towarzystwa Przyjaciół Nauk, pozostając neutralnym wobec walki pseudoklasyków z romantykami. W roku 1819 poślubił Weronikę Ejdziatowiczównę.
Na początku roku 1828 został aresztowany i wywieziony do Warszawy. Wolność odzyskał 25 czerwca, po podpisaniu deklaracji, że w publikacjach swych zaniecha aluzji politycznych. W roku 1830 i 1831 uczestniczył w powstaniu listopadowym w Wilnie. Udział w walkach o Wilno i w powstaniu teleszewskim zakończył w randze pułkownika. Wkrótce potem wyjechał z misją dyplomatyczną do Szwecji, Anglii i Francji.
Na emigracji przebywał od roku 1832. W tym okresie przebywał w Dreźnie, należąc do najbliższego otoczenia Adama Mickiewicza. Ostatecznie osiadł w Paryżu, gdzie wszedł w skład Komitetu generała J. Dwernickiego i przez krótki czas był także stronnikiem Hotelu Lambert. Był członkiem Towarzystwa Litewskiego i Ziem Ruskich w Paryżu w 1832 roku.

## Twórczość
Napisał m.in.: Krakowiaki ofiarowane Polkom (1816), Poezje Litwina (1834), Bajki i poezje nowe (1839). Autor Hymnu do Boga o zachowanie wolności (1817) – obecnie zwrotek do pieśni "Boże, coś Polskę". Współpracował z czasopismami wileńskimi i warszawskimi, publikując w nich wiele swoich wierszy i bajek. Publikował je także u swoich przyjaciół, Bruno Kicińskiego czy też później w "Wiadomościach Brukowych". Od 8 czerwca 1818 był członkiem Towarzystwa Szubrawców. Wydał 11 tomików wierszy i bajek. Mickiewicz włączył jego bajkę Diabeł i zboże do III części Dziadów.
Był członkiem loży wolnomularskiej Świątynia Izis w 1811/1812 roku.
Był ojcem malarza Tadeusza.  

### Ważniejsze utwory
1. Duma o generale Grabowskim, poległym pod Smoleńskiem d. 17 sierpnia 1812, Warszawa 1814, przedr. zobacz poz. 12
2. Krakowiaki ofiarowane Polkom, Warszawa 1816 (muzyka: A. Mirecki), przedr. zobacz poz. 11
3. "Powieść o zającach. Z autografu pisanego w formie listu 21 stycznia 1816 z Pizy we Włoszech do Jana Śniadeckiego w Wilnie", wyd. W. Wisłocki, Kalendarz Krakowski J. Czecha 1880 i odb. Kraków 1880
4. "Hymn do Boga o zachowanie wolności (inc.: O Ty! którego potężna prawica...)", Dziennik Wileński 1817, wyd. następne: przedr. L. Królikowski Bard oswobodzonej Polski, Warszawa 1830; zobacz poz. 8; Weimar 1887; przedr. L. S. Korotyński w: "Poeci legioniści. Wybór ich poezji", Warszawa 1907, Tania Biblioteka nr 26, (2 strofy włączono około roku 1830 do hymnu A. Felińskiego Boże, coś Polskę. Gorecki napisał poza tym 2 inne hymny do Boga: jeden ogłoszony w poz. 8 pt. "Hymn" (inc.: O, Przedwieczny, Wiekuisty!...); drugi w poz. 22 pt. "Hymn do Boga" (inc.: Ty, co stworzywszy światów szereg mnogi...)
5. "Śmierć zdrajcy ojczyzny", Tygodnik Polski 1818, wyd. następne: zobacz poz. 8; w zbiorze: Przypomnienie kilku poezji dawniej powszechnie znanych, dziś rzadkich, Lwów 1872 – przekł. czeski: tłum. J. P. Koubek: Zrádcova smrt, w: Pichl Společenský krasořečník český, 3, 1853, s. 56-60; także pt. Smrt zrâdce vlasti w: J. P. Koubek: Sebrané spisy, t. 3, 1857, (s. 205-210) – przekł. francuski w: "L' Exilé de la Pologne", Recueil des contes et das morceaux littéraires originaux et traduits du polonais, Dijon 1833
6. "Powrót do Polski", Tygodnik Polski 1818, wyd. następne: zobacz poz. 12; w zbiorze: Przypomnienie kilku poezji dawniej powszechnie znanych, dziś rzadkich, Lwów 1872
7. Cienie walczących rycerzy polskich poległych pod Smoleńskiem 17 sierpnia 1812, Warszawa 1831
8. Poezje Litwina, Paryż 1834, wyd. następne: zobacz Wydania zbiorowe poz. 3; poz. 4, t. 1, (zbiór wierszy, m.in. poz. 4-5; tu również przedmowa A. Jełowieckiego, wydawcy: Do braci pozostałych w ojczystej ziemi)
9. Ósmy rok od wznowienia wojny narodowej, Paryż 1838
10. Bajki i poezje nowe, Paryż 1839, wyd. następne: zobacz Wydania zbiorowe poz. 3; poz. 4, t. 1, (z wierszem dedykowanym: Przypisanie miastu Wilnowi)
11. Kłosek polski, czyli nowy tomik poezji... z dodaniem uwag przez tegoż nad doktryną dziś papieża względem Polski, Paryż 1843, wyd. następne: zobacz Wydania zbiorowe poz. 3; poz. 4, t. 1, (z dedykacją: narodowi francuskiemu; tu m.in. poz. 2)
12. Wolny głos, czyli nowy tomik pism, Paryż 1850, wyd. następne: zobacz Wydania zbiorowe poz. 3; poz. 4, t. 2, (z dedykacją: Sewerynowi Gałęzowskiemu; tu m.in. poz. 1, 6)
13. Grosz wdowi. Kolęda z roku 1851 na rok 1852 na korzyść sierot polskich wychowywanych w szkole narodowej polskiej..., Paryż 1852
14. Wiersz powiedziany na pogrzebie generała Tadeusza Suchorzewskiego na smętarzu Mont-Parnasse w Paryżu d. 19 marca 1852, Paryż 1852, przedr. zobacz poz. 17
15. Bajka o jubilerach, Paryż 1854, przedr. zobacz poz. 17
16. Do jenerała Rybińskiego w gronie oficerów polskich, wyd. F. Chotomoski w: Do jenerała Rybińskiego w imieniu obecnych oficerów polskich na obchodzie rocznicy bitwy pod Grochowem, dn. 25 lutego 1844, Paryż brak roku wydania; prawdopodobnie jest to pierwodruk wiersza z poz. 18: Do jenerała Macieja Rybińskiego, Paryż 6 czerwca 1857 r. (inc.: Rybinski! Siedzisz cicho w tułaczej ustroni...)
17. Siewba, czyli nowy tomik pism, Paryż 1857, wyd. następne: zobacz Wydania zbiorowe poz. 3; poz. 4, t. 2, (z dedykacją: siostrze śp. Róży z Goreckich Zambrzyckiej; tu m.in. poz. 14-15)
18. Nowy zbiorek wierszy, które napisał..., Paryż 1858, wyd. następne: zobacz Wydania zbiorowe poz. 3; poz. 4, t. 2, (z przypisaniem: Braciom Polakom wierzącym w Jezusa Chrystusa; możliwe że znalazła się tu m.in. poz. 16)
19. Jeszcze tomik pism, Paryż 1859, wyd. następne: zobacz Wydania zbiorowe poz. 3; poz. 4, t. 2, (z przypisaniem: rodzinie)
20. Nowe pisemko, Paryż 1860, (z przypisaniem: emigrantom polskim; tu wśród wierszy korespondencja prozą i wierszem z A. Jełowieckim z okresu czerwiec-sierpień 1860; porównaj poz. 22)
21. Wiersze różne, które napisał Walentego syn..., Paryż 1860, wyd. następne: zobacz Wydania zbiorowe poz. 3; poz. 4, t. 2, (z wierszem: Ofiarowanie tego tomiku generałowi Jasińskiemu poległemu na Pradze 1794)
22. Rozmaitości, Paryż 1861, wyd. następne: zobacz Wydania zbiorowe poz. 3; poz. 4, t. 2, (z dedykacją: E. Żeligowskiemu; tu wśród wierszy cd. korespondencji prozą i wierszem z A. Jełowieckim z okresu wrzesień-październik 1860; porównaj poz. 20)
23. Pieśń polska. Rok 1838 od wznowienia wojny narodowej, brak miejsca i roku wydania; wyd. następne: Wydania zbiorowe poz. 3
24. Wiersze. Zbiór rękopiśmienny wierszy nie drukowanych, przepisany w latach 1860-1865 przez przyjaciela poety K. Zylińskiego, rękopis: Biblioteka Jagiellońska.

Ponadto utwory Goreckiego ogłaszano w czasopismach: Bard Nadwiślański (1832-1833), Demokrata Polski (1841-1842), Dziennik Wileński (1815-1825), Pamiętnik Warszawski (1815-1822), Przegląd Rzeczy Polskich (1857-1861), Tygodnik Polski i Zagraniczny (1818-1820), Tygodnik Wileński (tu debiut poetycki: "Strumień", 1804, nr 6; bajka "Laur i cyprys", 1804, nr 8), Wanda (1820-1821), Wiadomości Brukowe.
Według G. Korbuta i Z. Ciechanowskiej niesłusznie przypisywano Goreckiemu utwory drukowane w Tygodniku Polskim (1818-1819) i Pamiętniku Warszawskim pod nazwiskiem Antoniego Pełki oraz zbiór: "Epigrammata", Warszawa 1820 (przedr. K. Bartoszewicz: Księgi humoru polskiego, t. 4, Petersburg 1897). Wiersze Goreckiego znajdują się natomiast w druczku: "Pisma rozmaite F. S. Dmochowskiego i D. Lisieckiego", Warszawa 1821 (wydane tytułem czasopisma Wanda 1821, t. 1, 3-4).
Wiele utworów Goreckiego przedrukowano w zbiorach (m.in.): Lutnia. Piosennik polski. Zbiór pierwszy, wyd. 2 Lipsk 1864; L. S. Korotyński, zobacz Twórczość poz. 4; J. Tuwim: Księga wierszy polskich XIX w., t. 1, Warszawa 1954, także wyd. 2 Warszawa 1956; P. Hertz: Zbiór poetów polskich XIX w., księga 1, Warszawa 1959. Kilka pomniejszych wierszyków z rękopisów i czasopism ogłosił J. W. Gomulicki, Nowe Książki 1959, nr 8-10.
Ponadto istnieją liczne odpisy rękopiśmienne wierszy w bibliotekach (m.in.): Biblioteka Jagiellońska, sygn.: 1034, 2971, 3262, 3746, 3761, 6050 IV, 6180 III; Biblioteka Narodowa, sygn.: 2676, 2981; Biblioteka PAN Kraków, sygn.: 121, 614, 1285; Ossolineum, sygn. 1286/1 I.

### Wydania zbiorowe
1. "Bajki", Paryż (1868) Biblioteka Ludu Polskiego, zeszyt 57 (wybór)
2. "Pieśni", Paryż (1868) Biblioteka Ludu Polskiego, zeszyt 54 (wybór; z przedmową L. Rettla)
3. Pisma, wyd. E. Gorecki, Lipsk 1877 (z przedmową wydawcy), zawartość: Poezje Litwina; Bajki i poezje nowe; Kłosek polski; Wolny głos; Siewba; Nowy zbiorek wierszy; Jeszcze tomik pism; Wiersze różne; Rozmaitości; Pieśń polska
4. Pisma, t. 1-2 (wyd. uprawnione E. Ł. Kasprowicza), Lipsk 1886 Biblioteka Pisarzy Polskich, t. 80-81 (zawartość: Poezje Litwina; Bajki i poezje nowe; Kłosek polski; Wolny głos; Siewba; Nowy zbiorek wierszy; Jeszcze tomik pism; Wiersze różne; Rozmaitości)
5. Diabeł i zboże. Bajki, epigramaty, wiersze, wyd. J. Szeląg (Z. Mitzner), Warszawa 1950, Biblioteka Szpilek nr 6 (wybór).

### Listy
- Do Jana Śnaideckiego z roku 1816, rękopis: Biblioteka Jagiellońska, sygn. 3131
- Do A. E. Odyńca z roku 1828 oraz od F. Morawskiego z roku 1829, Kronika Rodzinna 1882 (w liście Goreckiego epigramat: "Wallenrod drugi", i bajka: "Osioł i żyto")
- Do J. N. Janowskiego w zbiorze rękopisów z lat 1830-1880, rękopis: Biblioteka Jagiellońska, sygn. 3685
- Do W. Wielogłowskiego z roku 1848, rękopis: Biblioteka PAN Kraków, sygn. 1824, k. 109-110
- Do Aleksandra Grabowskiego z roku 1860, rękopis: Biblioteka Narodowa, sygn. 2917
- Korespondencja z A. Jełowickim z okresu czerwiec-październik 1860, wyd. zobacz Twórczość poz. 20, 22
- Od J. Lelewela 2 listy z lat 1833-1834 (bruliony), rękopis: Biblioteka Narodowa, sygn. 7109
- Od K. Brodzińskiego bilecik bez tytułu i daty, ogł. A. Łucki: "Nieznane listy K. Brodzińskiego do S. Witwickiego i A. Goreckiego, Pamiętnik Literacki, rocznik 22/23 (1925/1926).